# Солнечногорский проезд
Солнечного́рский проезд — улица в Северном административном округе города Москвы на территории района Головинский. Проходит от пересечения с Солнечногорской улицей (между домами №№ 14 и 16) и заканчивается тупиком. Нумерация домов ведётся от Солнечногорской улицы.

## Происхождение названия
Проезд получил своё название в 1966 году в честь примыкания к Солнечногорской улице.

## Описание
Солнечногорский проезд начинается от Солнечногорской улицы и идёт: в первой половине — с северо-запада на юго-восток, далее круто поворачивает на северо-восток. Примыканий ни слева, ни справа нет. Для автомобильного движения организовано по одной-«полторы» полосы в каждом направлении. Светофоров нет, один нерегулируемый пешеходный переход (в начале). Тротуары с обеих сторон есть лишь частично. Заканчивается проезд тупиком.

## Здания и сооружения
- №4 — бывший ДК «Моссельмаш», 1946 года постройки
- № 7 — средняя школа № 1159 («Школа здоровья»)
- № 7-а (напротив д. № 7) — ОАО «Московская теплосетевая компания». Служба насосных станций. Насосная перекачивающая станция «Бусиновская»
- № 9 — городская стоматологическая поликлиника № 49
- конец проезда (тупик) — автостоянки №№ 154 и 413 МГСА

## Общественный транспорт

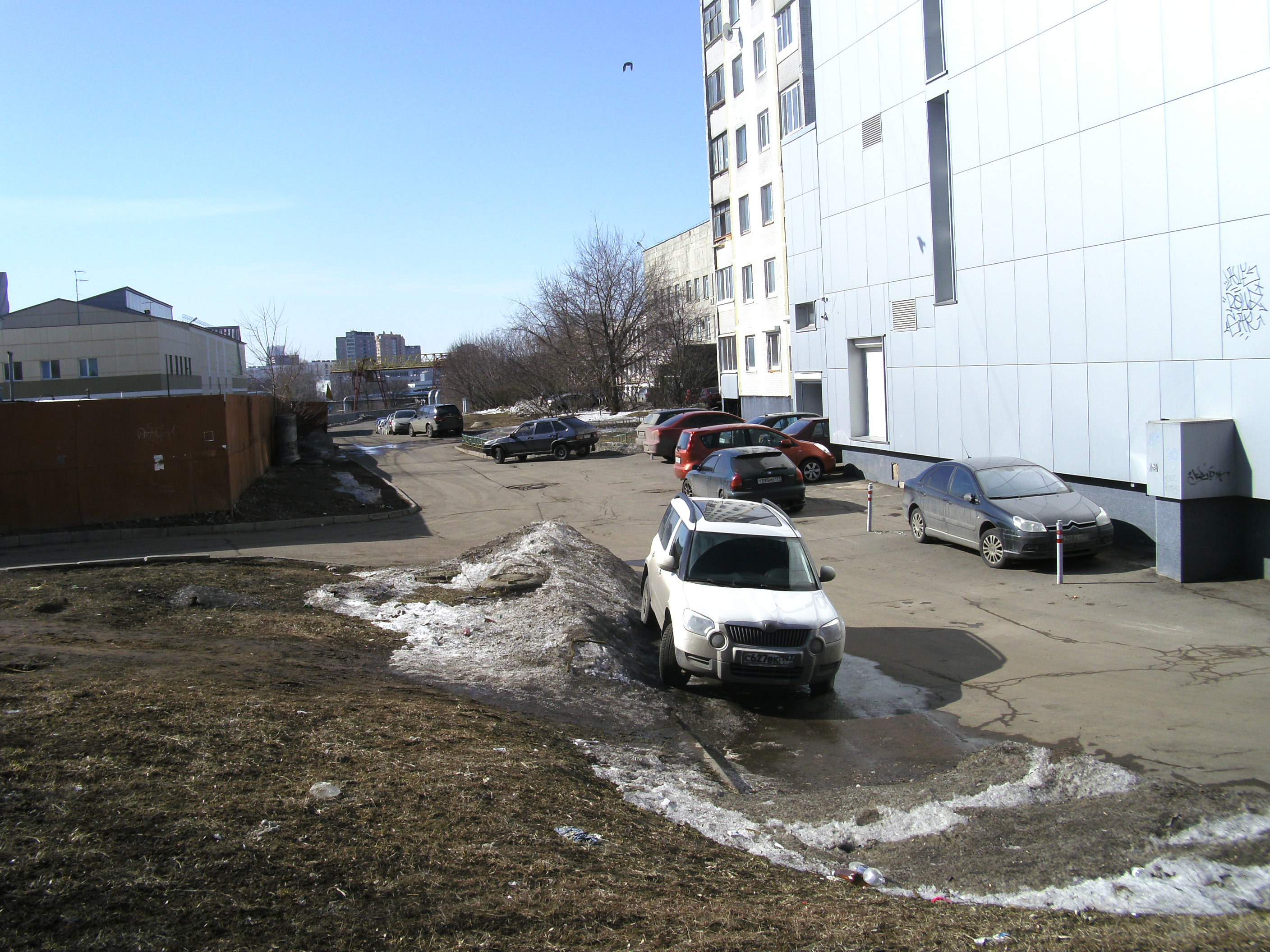
Конец проезда, тупик

Наземный общественный транспорт по проезду не ходит. 
- Станция метро:
  - «Водный стадион» — в 3000 метрах от середины проезда
  - «Речной вокзал» — в 2700 метрах от начала проезда
  - «Беломорская» — в 3600 метрах от середины проезда
- Платформа «Моссельмаш» — в 250 метрах от конца проезда